# Таван
 Тази статия е за горната повърхност на помещение.  За вида помещение вижте Таванско помещение.  
Таванът е архитектурен елемент – повърхност, покриваща дадено помещение, образувайки горната му граница.
Таванът може да бъде долната повърхност на основен конструктивен елемент на сградата – например междуетажна плоча или покривен купол, или да е отделна конструкция с предимно архитектурни функции – например често използваните в съвременното строителство окачени тавани. Във втория случай таванът обикновено скрива носещата конструкция на горното ниво на сграда, като над него могат да преминават различни инсталации. Таваните могат да бъдат украсени с различни орнаменти, като таванните фрески в традиционната християнска архитектура или дърворезбите в късната османска архитектура, включително в българските възрожденски къщи.